# Museum für Islamische Kunst (Berlin)
Das Museum für Islamische Kunst befindet sich im Pergamonmuseum und gehört zu den Staatlichen Museen zu Berlin.

## Sammlung
Das Museum stellt vielfältige Werke islamischer Kunst vom 7. bis 19. Jahrhundert aus dem Gebiet zwischen Spanien und Indien aus. Die Grabungstätigkeit in Ktesiphon, Samarra und Tabgha sowie die Erwerbungsmöglichkeiten führten dazu, dass vor allem Ägypten, der Vordere Orient und Iran wichtige Schwerpunkte bilden. Andere Regionen sind durch wichtige Sammlungsobjekte oder -gruppen vertreten, wie z. B. die Kalligraphie und Miniaturmalerei aus dem Mogulreich oder die sizilianischen Kunstwerke aus Elfenbein.

### Wichtige Sammlungsobjekte
Wegen ihrer Größe, der kunstgeschichtlichen Bedeutung oder der Beliebtheit bei Museumsbesuchern sind vor allem zu nennen:
- Mschatta-Fassade
- Aleppo-Zimmer
- Kuppel aus der Alhambra[2][3][4]
- Mihrab aus Kaschan
- Mihrab aus Konya
- Drache-Phönix-Teppich, Kleinasien, Anfang 15. Jahrhundert
- Koranfaltpult, Kleinasien (Konya), 13. Jahrhundert
- Buchkunst (wechselnde Ausstellung in den Buchkunstkabinetten)[5][6]

Zusätzlich zur Dauerausstellung zeigt das Museum auch Ausstellungen moderner Kunst aus der islamischen Welt, im Jahr 2008 zum Beispiel „Turkish Delight“ (zeitgenössisches türkisches Design) und „Naqsh“ (Gender und Rollenbilder in Iran).
2009 erhielt das Museum als Dauerleihgabe eine Sammlung islamischer Kunst des Londoner Sammlers Edmund de Unger (1918–2011), die so genannte „Keir Collection“. Die in über 50 Jahren zusammengetragene Sammlung umfasst rund 1.500 Kunstwerke aus 2.000 Jahren und zählt zu den größten Privatsammlungen islamischer Kunst. Mehr als einhundert Exponate aus der Keir Collection wurden erstmals 2007/2008 in der Sonderausstellung Sammlerglück. Islamische Kunst aus der Sammlung Edmund de Unger im Pergamonmuseum der Öffentlichkeit präsentiert. Eine weitere Sonderausstellung mit Teilen dieser Leihgabe fand ab dem März 2010 als Teil der Dauerausstellung des Museums für Islamische Kunst mit dem Titel Sammlerglück. Meisterwerke islamischer Kunst aus der Keir Collection statt. Im Juli 2012 wurde die Zusammenarbeit der Staatlichen Museen zu Berlin–Preußischer Kulturbesitz mit den Eigentümern der Sammlung Edmund de Unger beendet und die ursprünglich als langfristige Leihgabe vorgesehene Sammlung abgezogen. Als Gründe wurden „unterschiedliche Vorstellungen zur weiteren Arbeit mit der Sammlung“ genannt.

Beispiele wichtiger Sammlungsobjekte
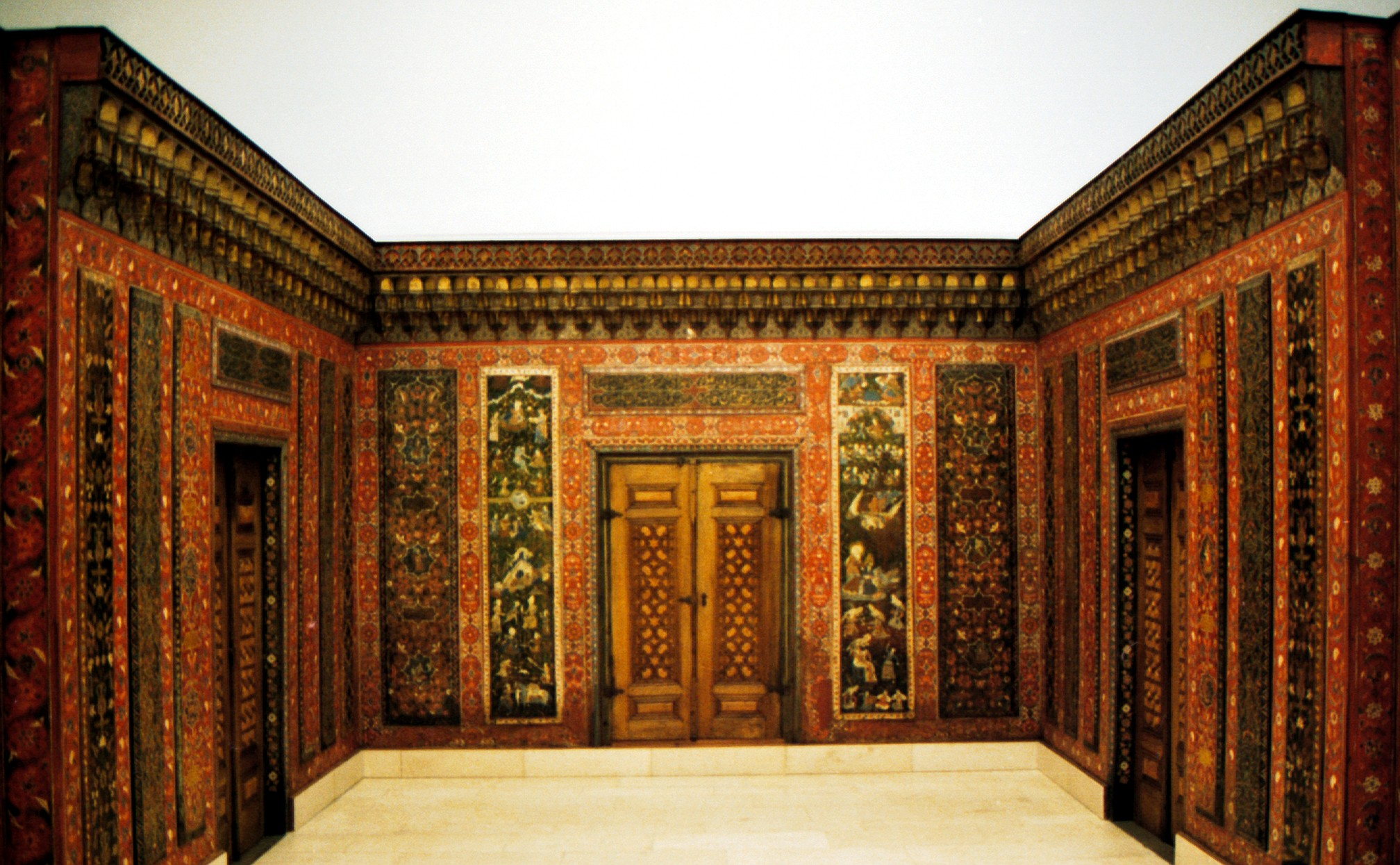
Aleppo-Zimmer
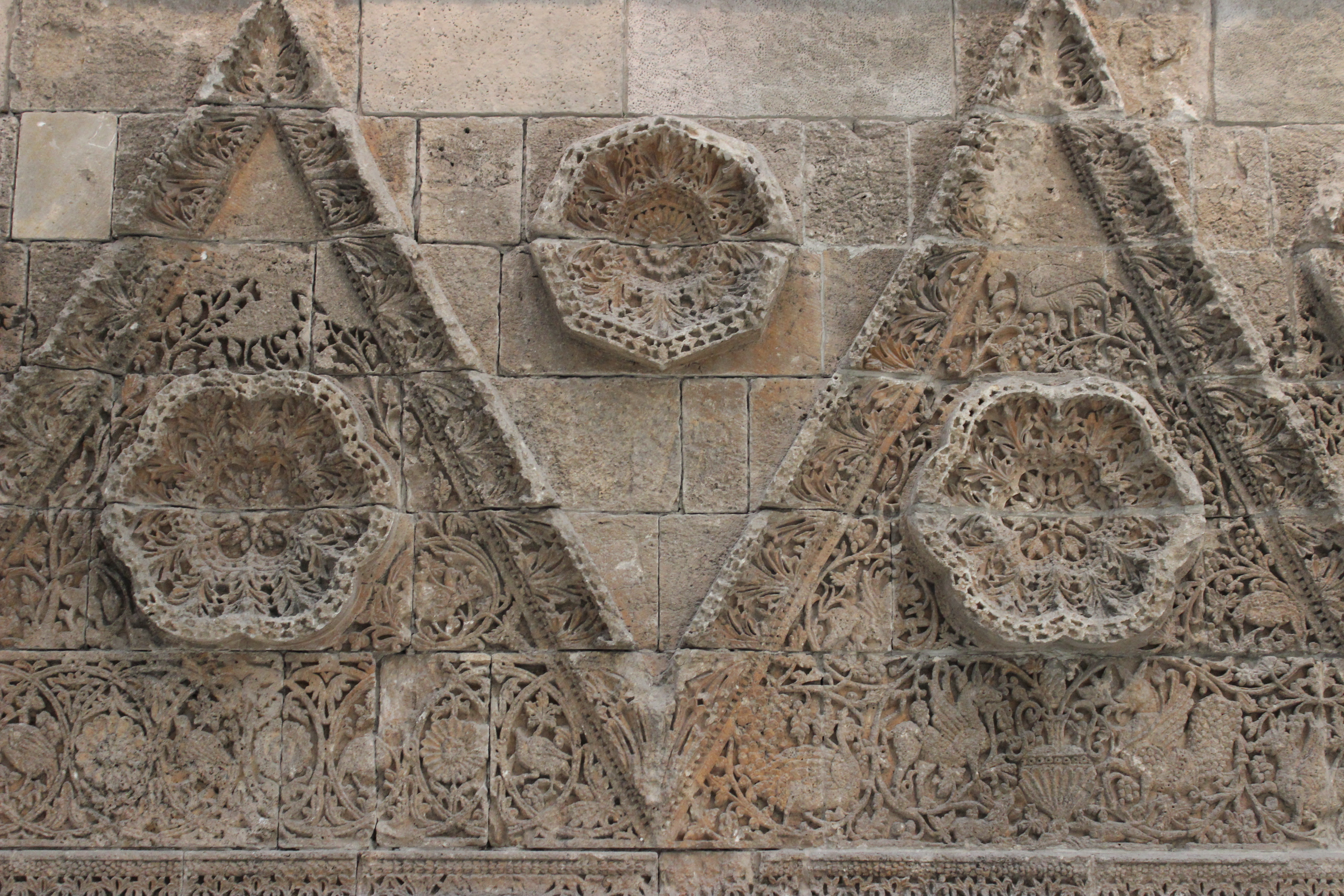
Mschatta-Fassade (Detail)
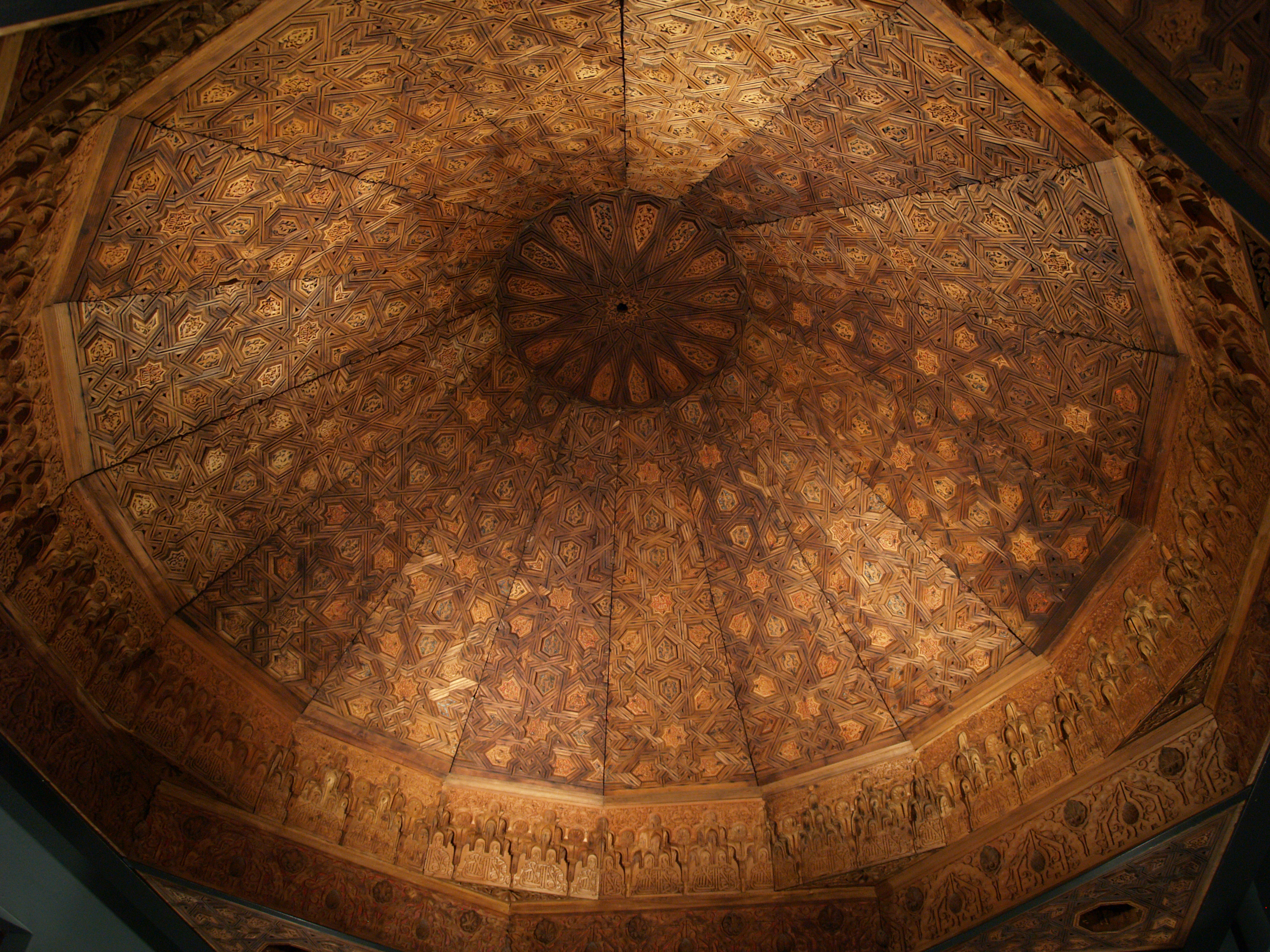
Kuppel aus dem Torre de las Damas (Alhambra)
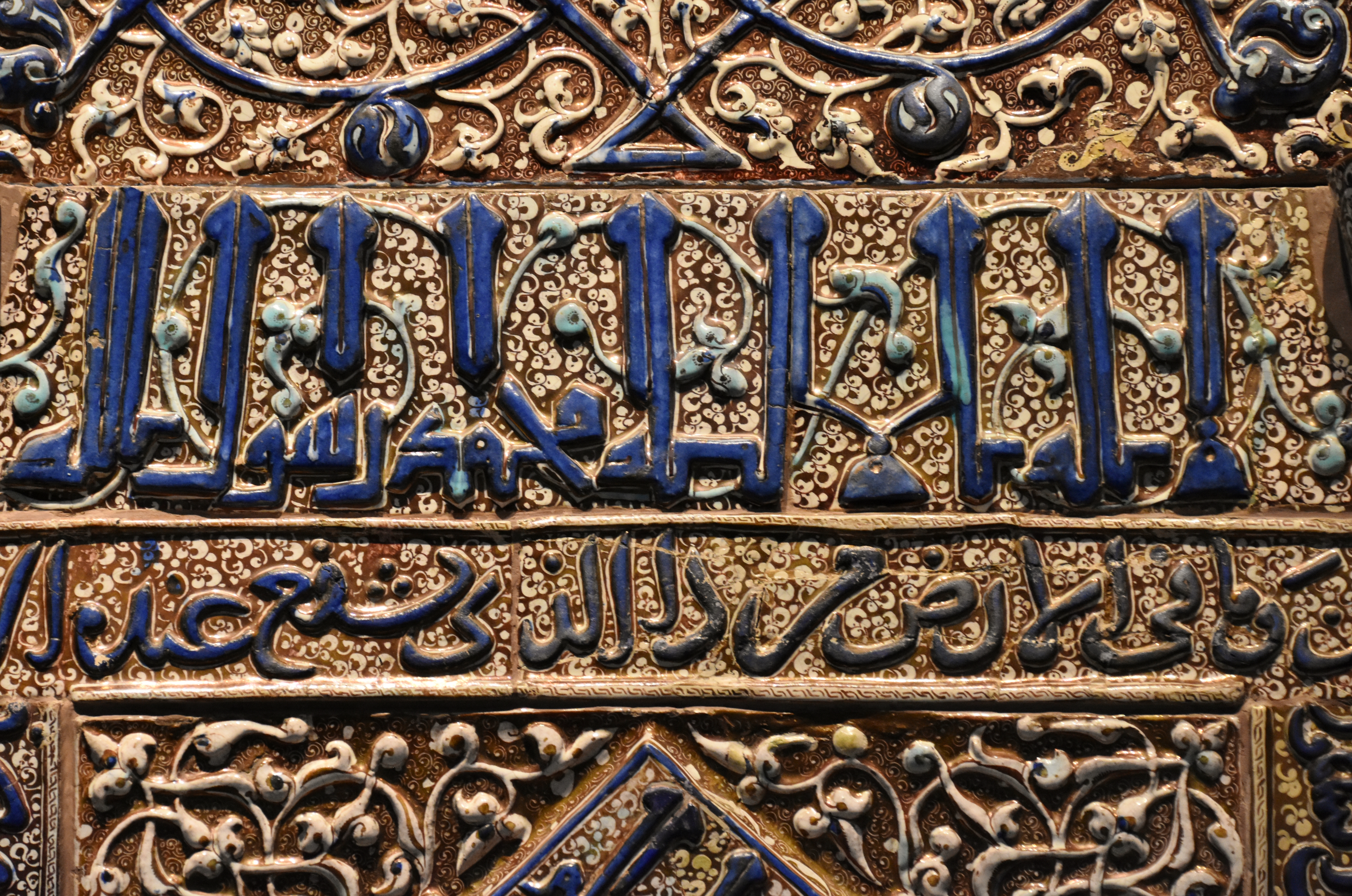
Mihrab aus Kaschan (Detail)
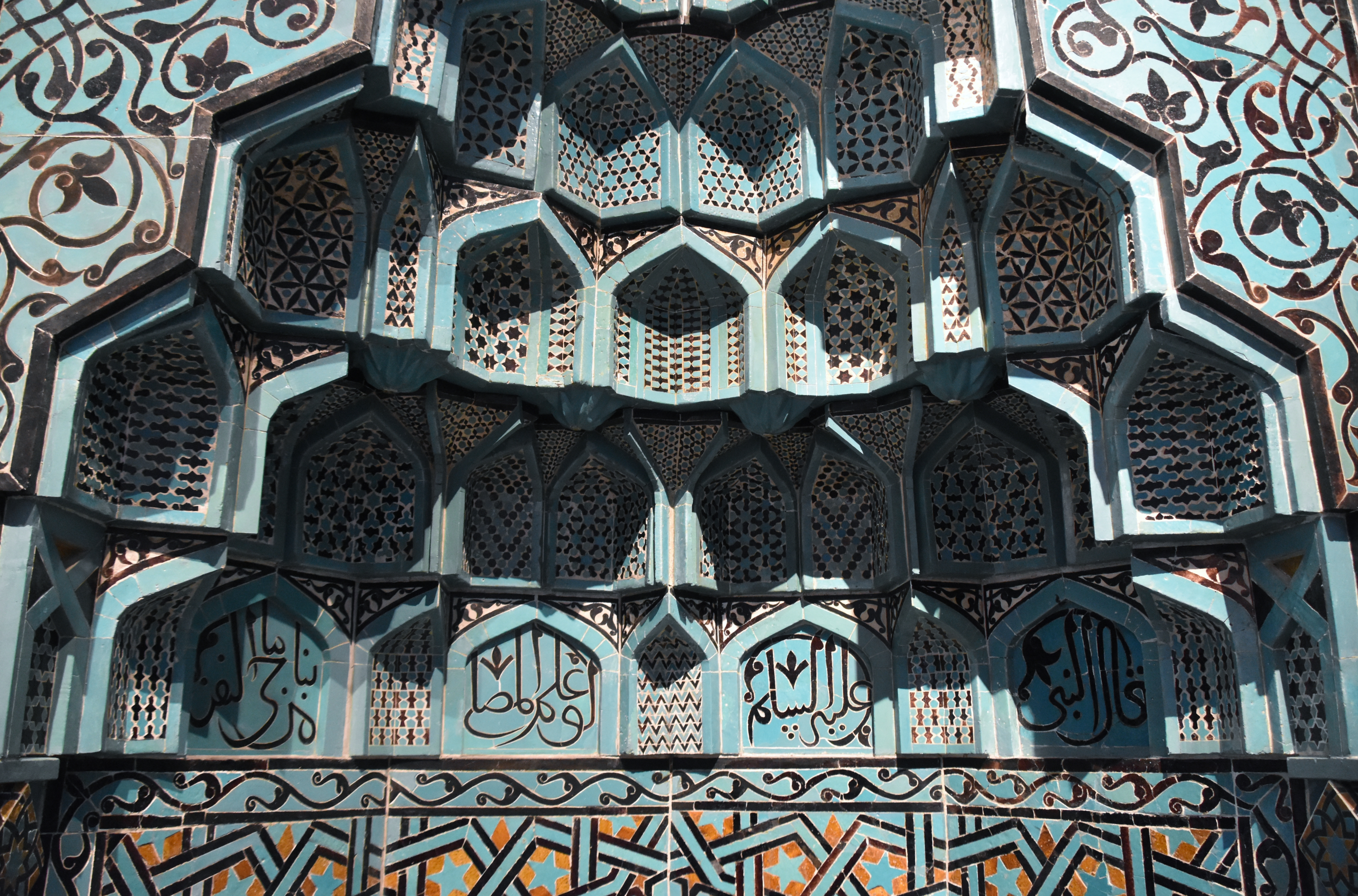
Mihrab aus Konya (Detail)
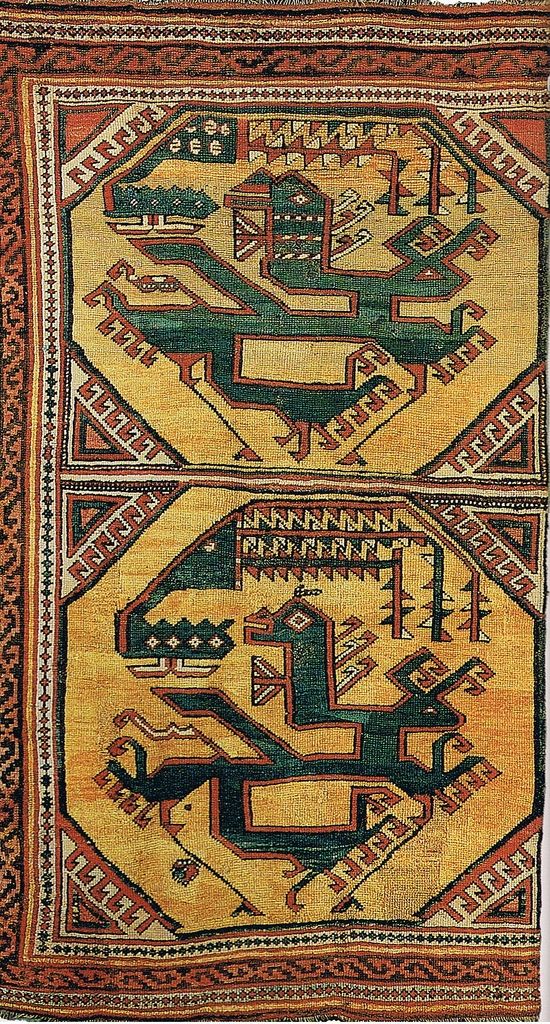
Drache-Phönix-Teppich
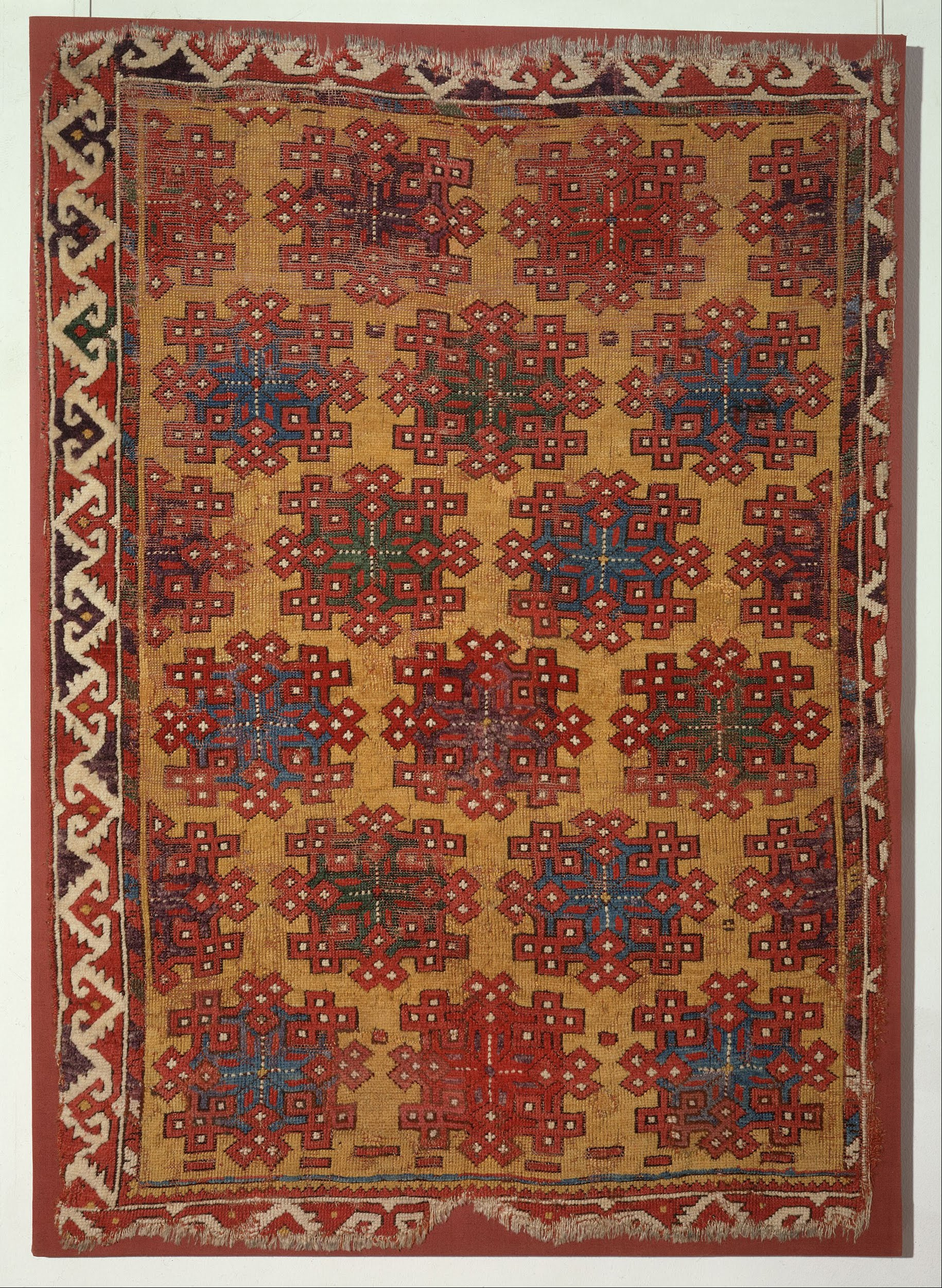
Holbein-Teppich
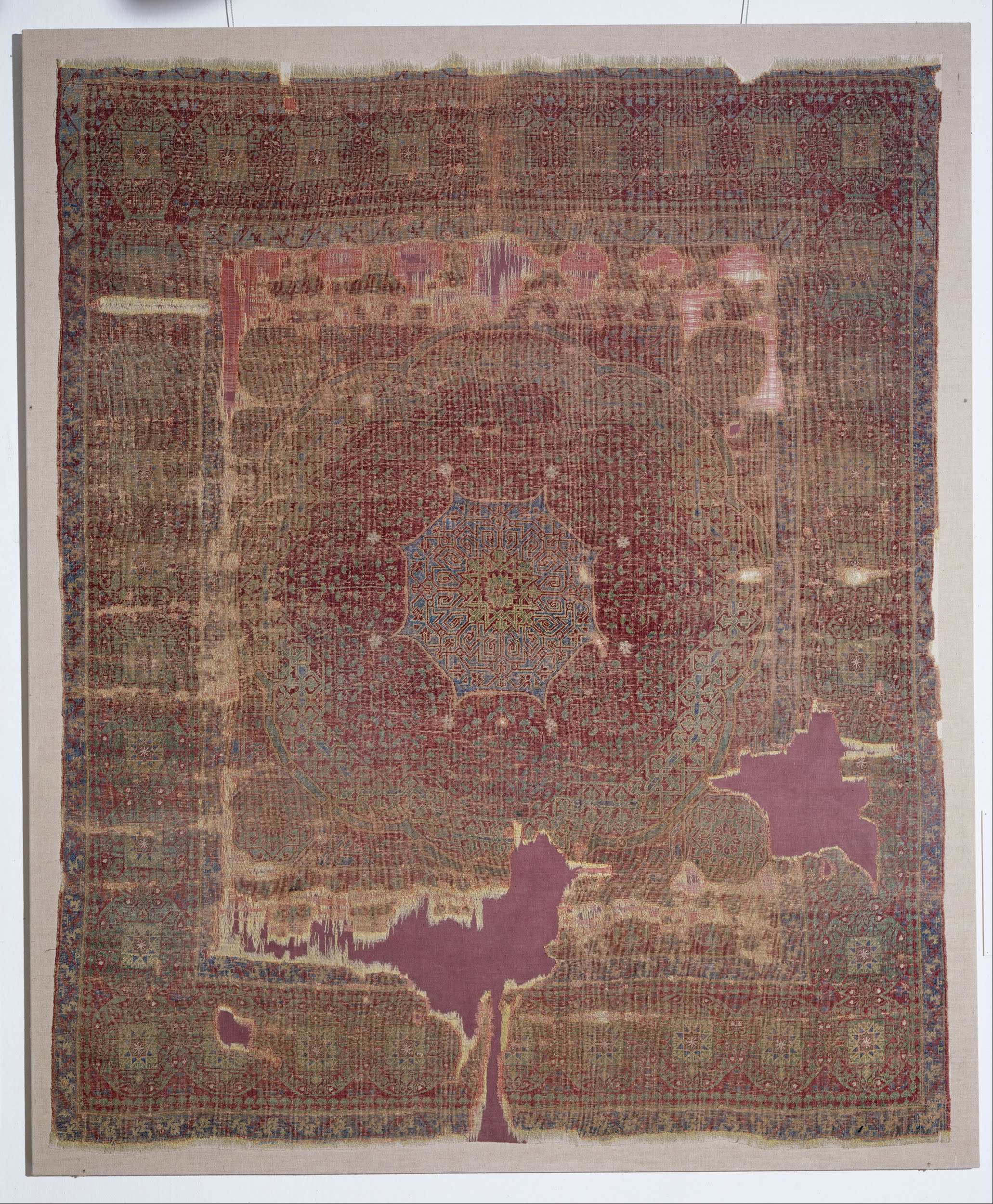
Mamlukischer Gebetsteppich
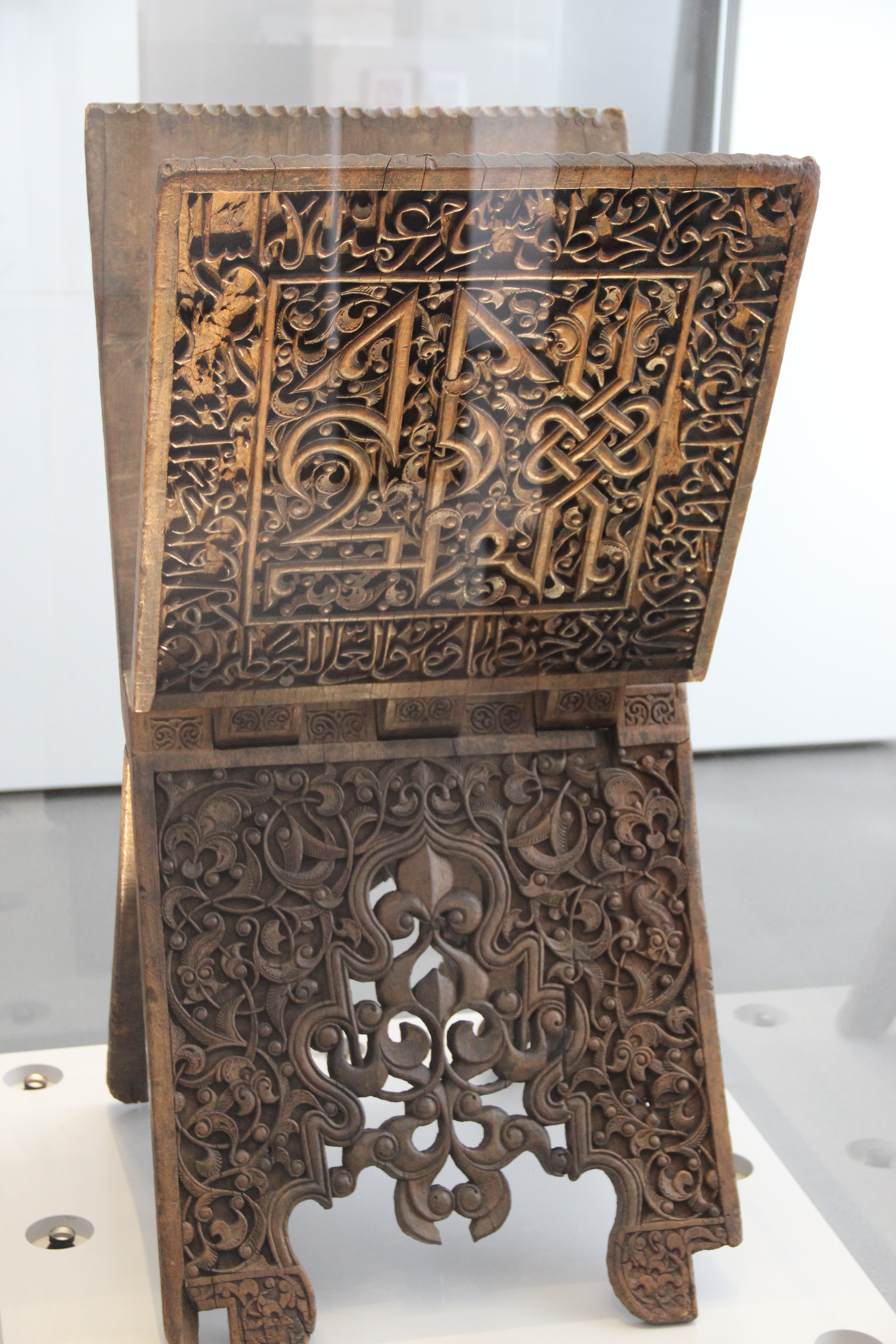
Koranfaltpult
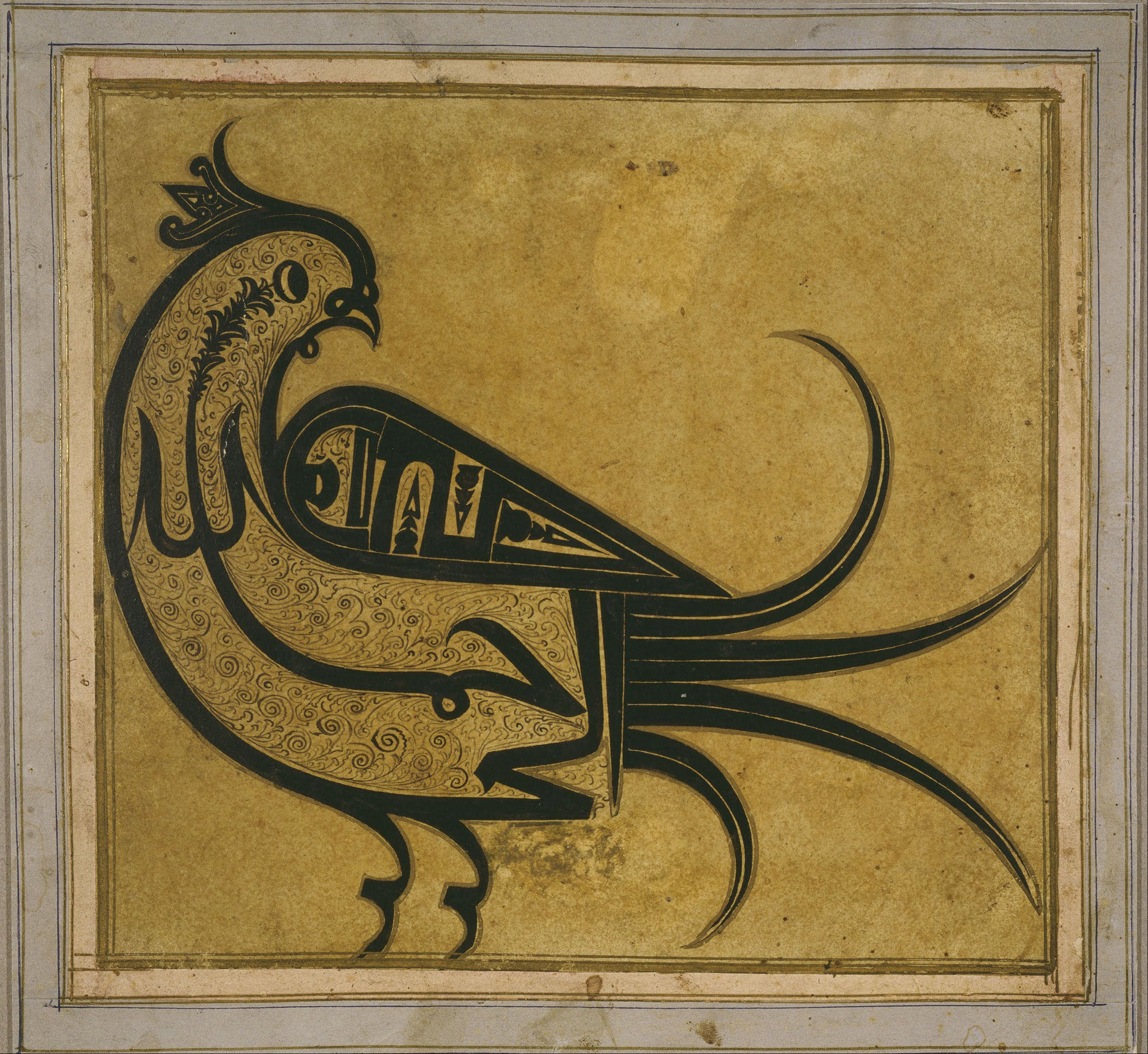
Kalligrafie
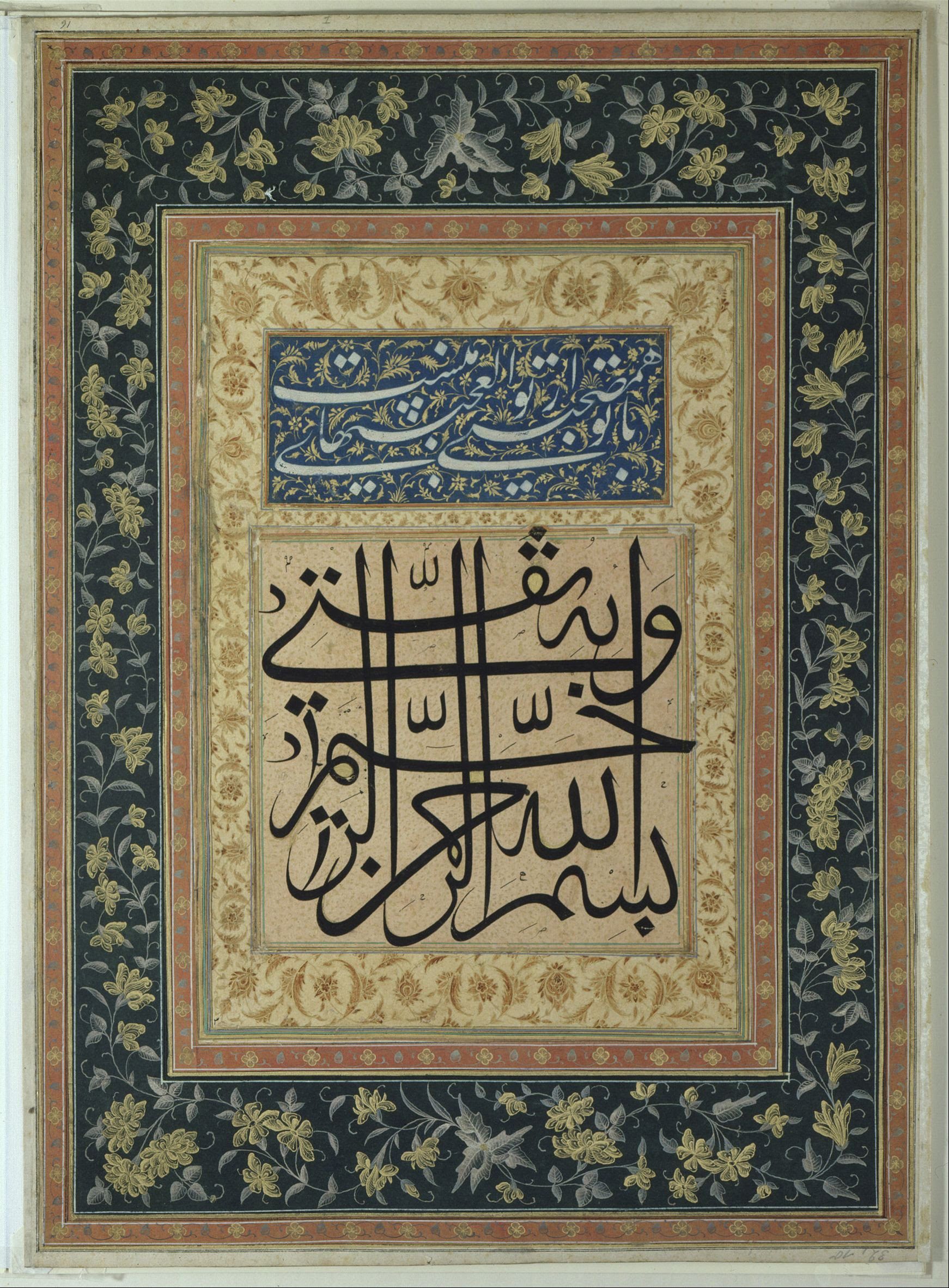
Kalligrafische Ornamentseite
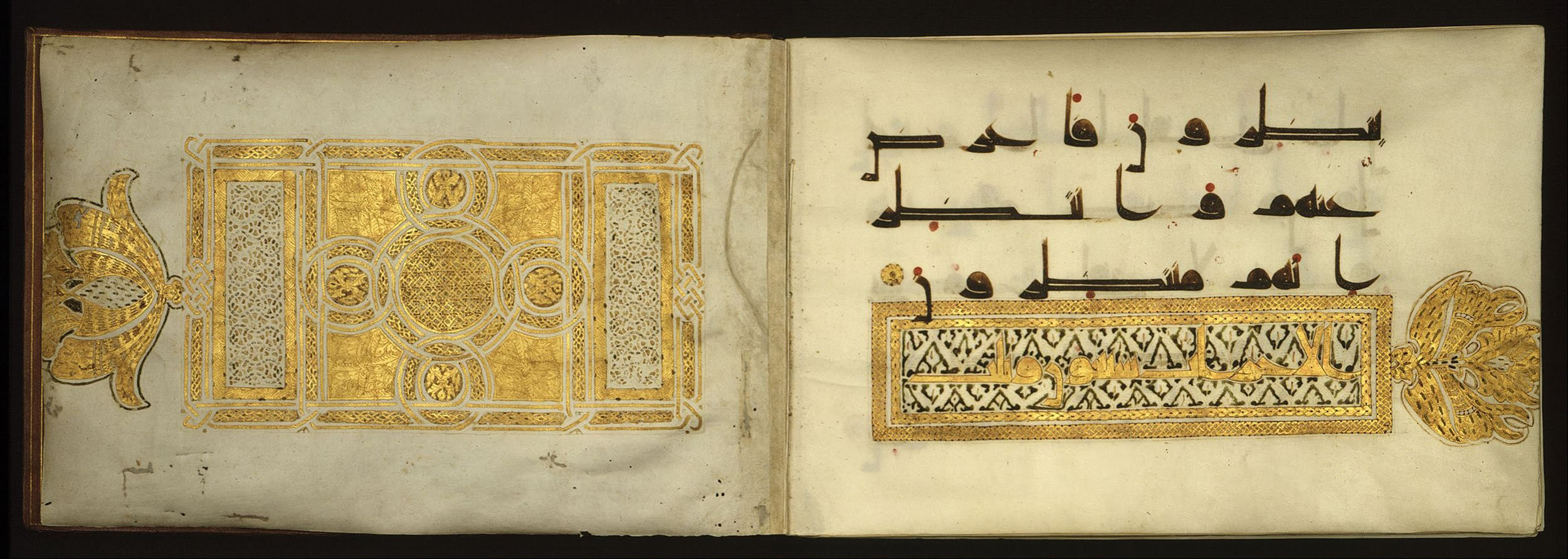
Koranfragment
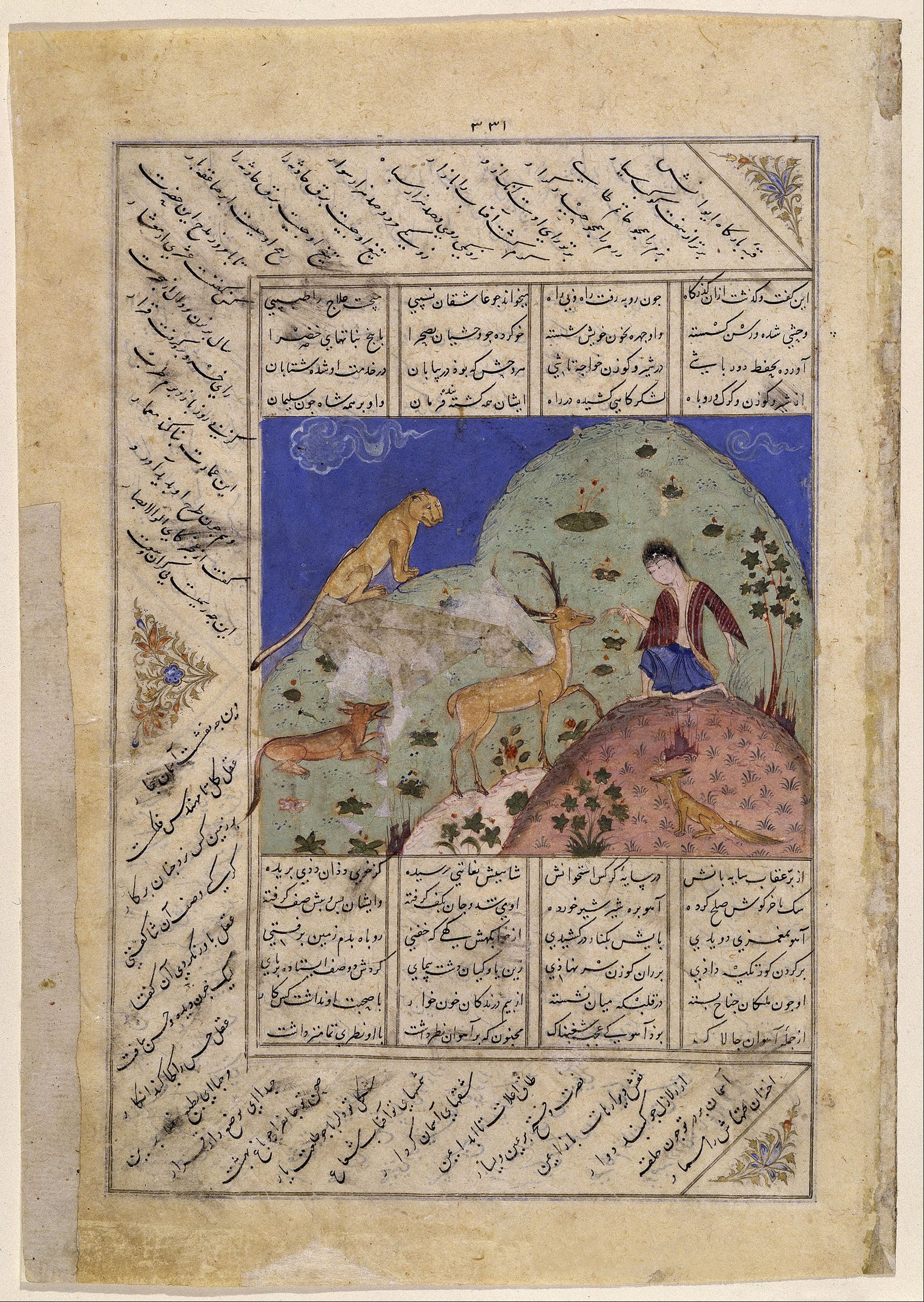
Madschnun unter den wilden Tieren in der sogenannten Bāisonqur-Handschrift
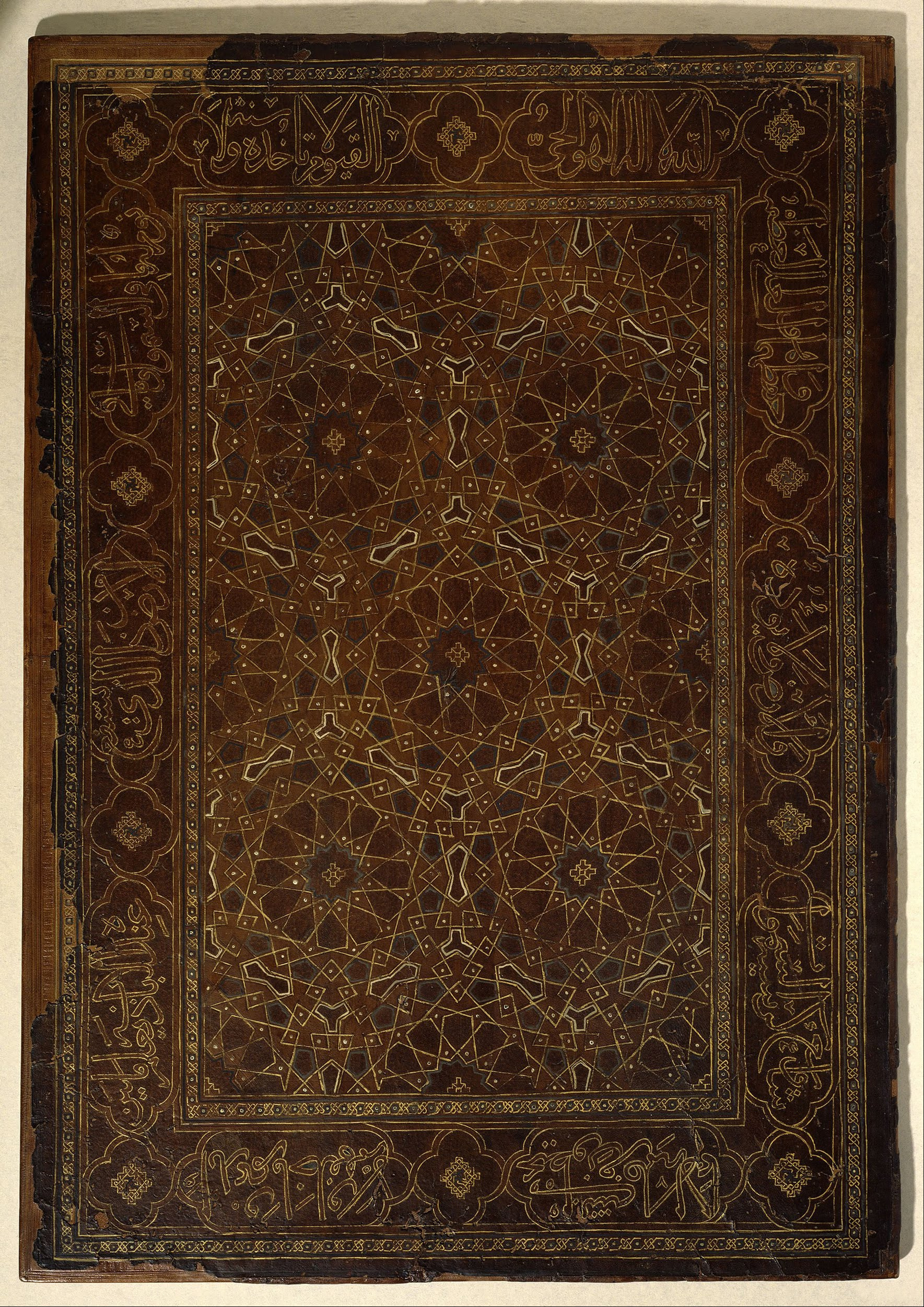
Bucheinband

## Geschichte

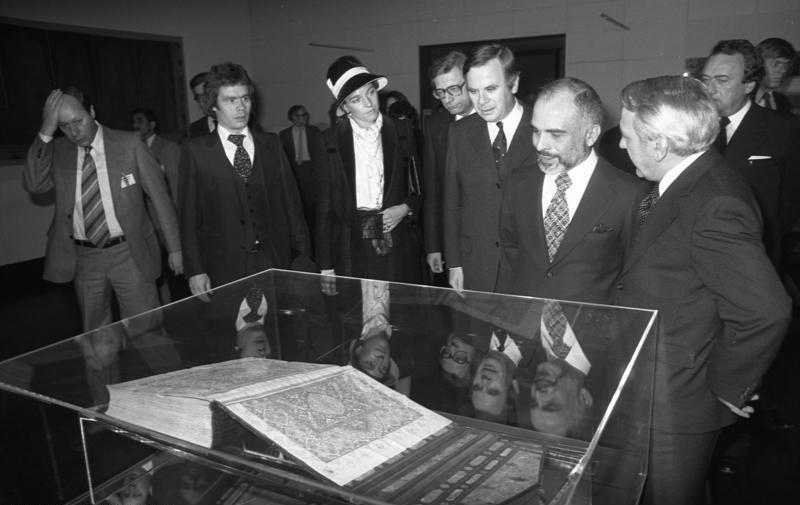
König Hussein und Königin Nūr wurden im Museum für Islamische Kunst in Dahlem von Direktor Klaus Brisch (Vordergrund rechts) geführt (6. November 1978)

Das Museum wurde 1904 durch Wilhelm von Bode als Islamische Abteilung im Kaiser-Friedrich-Museum (dem heutigen Bode-Museum) gegründet und zunächst von Friedrich Sarre als ehrenamtlichem Leiter aufgebaut. Anlass war die Schenkung der Fassade des umayyadischen Wüstenschlosses Mschatta durch den osmanischen Sultan Abdülhamid II. an Kaiser Wilhelm II. Gemeinsam mit 21 von Bode gestifteten Teppichen bildete die Fassade den Grundstock der Sammlung. Im neu erbauten Pergamonmuseum bezog das Museum das Obergeschoss des Südflügels und wurde dort 1932 eröffnet. Wegen des II. Weltkrieges wurde die Ausstellung 1939 geschlossen.
Trotz der Auslagerung von Kunstwerken und der Sicherung von im Pergamonmuseum verbliebenen Objekten erlitt die Sammlung Schäden und Verluste. Ein Bombentreffer zerstörte einen der Tortürme der Mschatta-Fassade und durch eine Brandbombe verbrannten in einem Tresor der Münze untergebrachte wertvolle Teppiche ganz oder teilweise. 1954 wurde die Sammlung als Islamisches Museum im Pergamonmuseum wiedereröffnet. Die in die westlichen Besatzungszonen ausgelagerten Bestände wurden in das Museum in Dahlem zurückgeführt, wo sie ebenfalls 1954 erstmals nach dem Krieg wieder ausgestellt werden konnten. Von 1968 bis 1970 gab es eine Ausstellung im Schloss Charlottenburg. 1971 wurde die ständige Ausstellung des Museums für Islamische Kunst in einem Neubau im Museumskomplex Dahlem eröffnet.
Das Islamische Museum im Pergamonmuseum auf der Museumsinsel erhielt 1958 den größten Teil der 1945 bis 1946 als Beutekunst in die Sowjetunion verbrachten Kunstwerke zurück. Mit der Restaurierung weiterer wichtiger Sammlungsobjekte wurde es bis 1967 möglich, alle Ausstellungsräume der Öffentlichkeit zugänglich zu machen. Auf der Grundlage des Einigungsvertrages wurden die beiden Museen 1992 unter dem Namen Museum für Islamische Kunst organisatorisch zusammengeführt. Am Standort Dahlem schloss die Ausstellung 1998. Eine neu gestaltete ständige Ausstellung wurde im Obergeschoss des Südflügels im Pergamonmuseum im Jahre 2000 eröffnet.

### Direktoren
Die Sammlungsgeschichte wurde wesentlich von den jeweiligen Leitern und Direktoren geprägt, die damit gleichzeitig die Entwicklung der islamischen Kunstgeschichte in Deutschland beeinflussten.
| Wilhelm von Bode  | Wilhelm von Bode  | 1904–1921                        | 1904–1921                                                 |
| Friedrich Sarre   | Friedrich Sarre   | 1921–1931                        | 1921–1931                                                 |
| Ernst Kühnel      | Ernst Kühnel      | 1931–1951                        | 1931–1951                                                 |
| Dahlem            | Dahlem            | Museumsinsel                     | Museumsinsel                                              |
| Kurt Erdmann      | 1958–1964         | Wolfgang Dudzus                  | 1959–1965 Leiter des Islamischen Museums                  |
| Klaus Brisch      | 1966–1988         | Volkmar Enderlein                | 1965–1971 kommissarischer Leiter, 1971–1978 amt. Direktor |
| Michael Meinecke  | 1988–1991         | Volkmar Enderlein                | 1978–1991                                                 |
| Michael Meinecke  | Michael Meinecke  | 1992–1995                        | 1992–1995                                                 |
| Volkmar Enderlein | Volkmar Enderlein | 1995–2001                        | 1995–2001                                                 |
| Claus-Peter Haase | Claus-Peter Haase | 1. Dezember 2001–31. Januar 2009 | 1. Dezember 2001–31. Januar 2009                          |
| Stefan Weber      | Stefan Weber      | seit 1. Februar 2009             | seit 1. Februar 2009                                      |

## Multaka: Treffpunkt Museum
Von 2015 bis zur vorübergehenden Schließung des Museums im Oktober 2023 fanden unter dem Titel „Multaka – Treffpunkt Museum“ Führungen zur Vermittlung von kunstgeschichtlichen Zusammenhängen für Arabisch und Persisch sprechende Besucher statt. „Multaka“ (arabisch: Treffpunkt) steht dabei als Bezeichnung für den pädagogisch vermittelten Austausch verschiedener kultureller und historischer Erfahrungen von Geflüchteten und anderen Besuchern aus Ländern des Vorderen Orients mit den Ausstellungen in Berliner Museen. Dabei vermittelt der interkulturelle Dialog mit den Besuchern deren jeweilige Sichtweisen auf die historischen Zusammenhänge der Kulturobjekte und darüber hinaus auf das eigene Verständnis vom kulturellen Erbe ihres Heimatlandes.

## Ausstellungen

### Dauerausstellungen
- seit 2000: Islamische Kulturen[12]

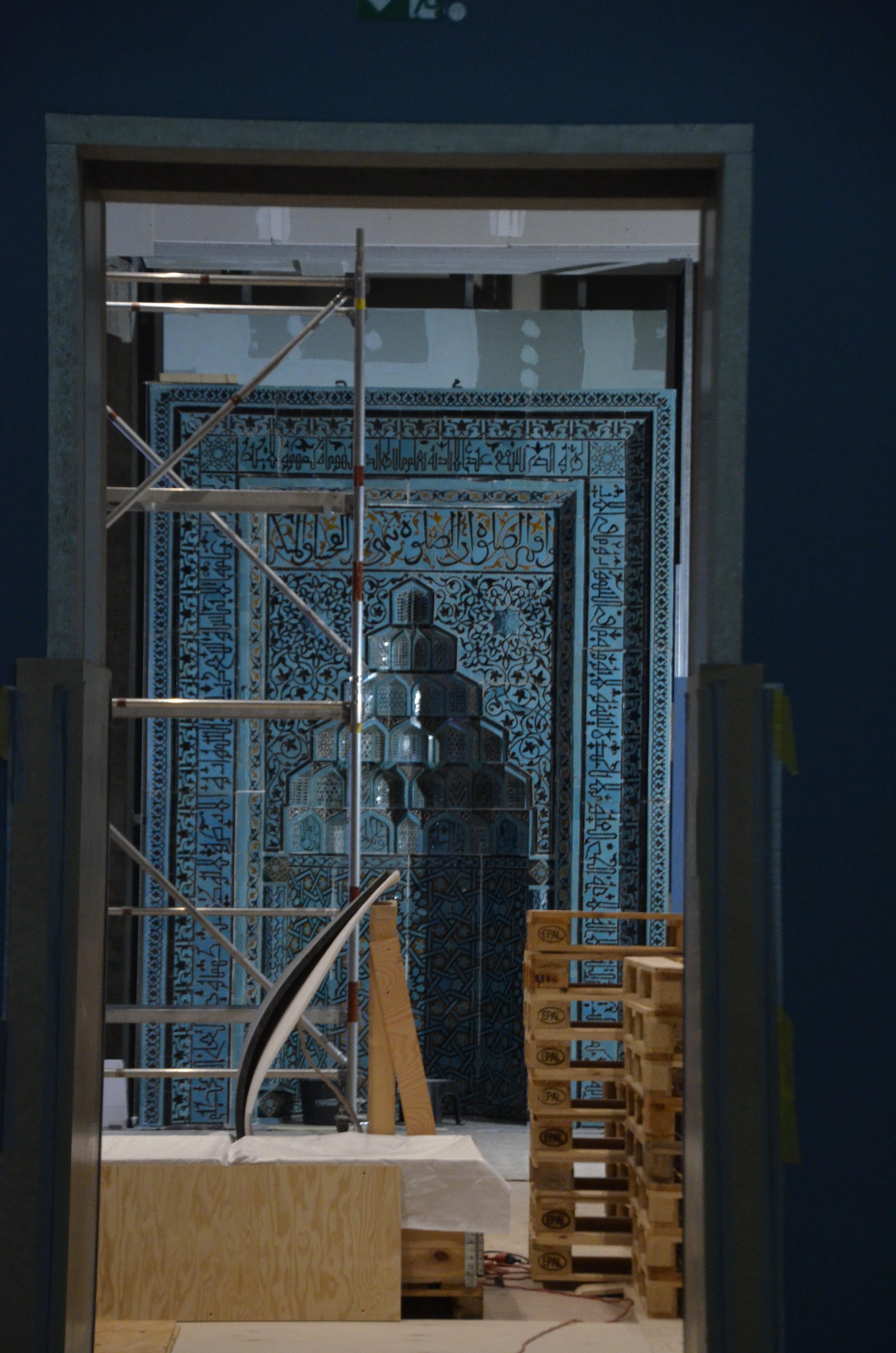
Aufbau der neuen Dauerausstellung im Nordflügel des Pergamonmuseums mit dem Mihrab aus Konya

- seit 2016: Transkulturelle Beziehungen, globale Biografien – islamische Kunst?[13]

Die Dauerausstellung wird ab 23. Oktober 2023 geschlossen sein, um 2027 im Nordflügel des Pergamonmuseums wieder eröffnet zu werden. Der Abbau der Mschatta-Fassade beginnt im Frühjahr 2022.

### Sonderausstellungen
2013
- Samarra – Zentrum der Welt

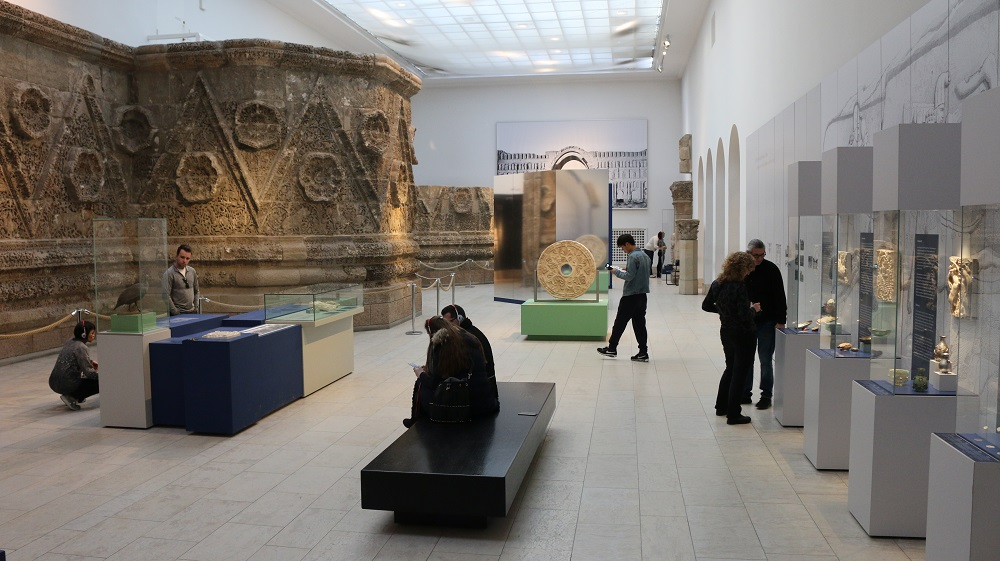
Sonderausstellung Das Erbe der alten Könige. Ktesiphon und die persischen Quellen islamischer Kunst (2016–2017)

- Meisterwerke aus dem Serail Malereien aus den Klebealben des Heinrich Friedrich von Diez
- Für viele erschwinglich. Bedruckte Gewebe aus ägyptischen Gräbern
- Zierrat und Zunge: Bucheinbände aus der islamischen Welt

2014
- Genuss und Rausch. Wein, Tabak und Drogen in indischen Malereien
- Stolz und Leidenschaft. Männerdarstellungen in der Moghulzeit
- Mschatta im Fokus. Das jordanische Wüstenschloss in historischen Fotografien

2015
- Picknick im Park. Gärten in islamischer Miniaturmalerei
- Aatifi – News from Afghanistan
- Wie die islamische Kunst nach Berlin kam. Der Sammler und Museumsdirektor Friedrich Sarre

2016
- Mystische Reisende: Sufis, Asketen und Heilige Männer
- Worte lesen – Worte fühlen Eine Einführung zum Koran in Berliner Sammlungen
- Kontrast Syrien. Fotografien von Mohamad Al Roumi
- Das Erbe der alten Könige. Ktesiphon und die persischen Quellen islamischer Kunst

2017
- Iran. Aufbruch in die Moderne
- Gläubiges Staunen – Biblische Traditionen in der islamischen Welt
- Behaglich: Teppiche in indischen Miniaturmalereien

2018
- Perched | Zwischenlandung. Eine Installation von Felekşan Onar
- Kopie und Meisterschaft
- Die Galerie im Buch. Islamische Sammelalben
- Tape Art
- Mit Augenmaß. Meisterwerke der Architektur im Jemen

## Forschungs- und Vermittlungsprojekte
Projekte nachzulesen auf der Homepage des Museums

### Ausstellungsvermittlung
- Fellowship Internationales Museum der Kulturstiftung des Bundes
- Gegenstände des Transfers
- Kulturgeschichten aus dem Museum für Islamische Kunst
- Multaka: Treffpunkt Museum – Geflüchtete als Guides in Berliner Museen

### Forschungen im Ausland
- Areia Antiqua. Das alte Herat / 3 Projekte
- Erstellung digitaler Kulturgüterregister für Syrien
- Iran: The Provincial Museum Yazd / National Museum Teheran
- Qasr al-Mschatta: Das frühislamische Wüstenschloss Mschatta, Jordanien
- Rekonstruktion einer alten Kulturlandschaft in Baluchistan, Pakistan
- Die Zitadelle von Aleppo, Syrien

### Kulturelle und politische Bildung
- Extremismusprävention und Erschließung museumspädagogischer Zugänge für muslimische Multiplikatoren
- Gemeinsame Vergangenheit – gemeinsame Zukunft
- TAMAM – Das Bildungsprojekt von Moscheegemeinden mit dem Museum für Islamische Kunst

### Sammlungsbezogene Forschung
- Khurasan – Land des Sonnenaufgangs
- Ktesiphon
- Samarra und die Kunst der Abbasiden
- Das Yousef Jameel Digitalisierungsprojekt